# María Jaén
María José Jaén Calero (Utrera, provincia de Sevilla, 29 de mayo de 1962) es escritora y guionista de televisión de habla catalana.
Licenciada en Filología Catalana por la Universidad Autónoma de Barcelona. Ha cultivado la novela y el relato. Se dio a conocer en 1986 con la novela Amorrada al piló, que fue adaptada al cine ese mismo año por Antoni Verdaguer con el título de L'escot.
Actualmente vive en Barcelona, es colaboradora del diario El País y guionista de televisión. Ha participado en series de Televisió de Catalunya como Sitges o El cor de la ciutat.

## Obra
- La princesa valenta, i altres contes de sentiments. RBA Libros, 2009
- La pinça birmana.[2] La Magrana. RBA Libros, 2009. ISBN 9788498674132
- La promesa. Edicions 62, 1999
- La dona discreta. Edicions 62, 1998
- Dones enamorades. Edicions 62 , 1998
- Amorrada al piló. Editorial Columna, 1986[3]
- La teva noia. Columna, 1992
- Sauna. Columna, 1987[4]